# Západní země
Západní země (v anglickém originále The Western Lands) je román amerického spisovatele Williama Sewarda Burroughse z roku 1987. V češtině vyšel v roce 2004 v nakladatelství Maťa v překladu Josefa Rauvolfa. Jde o závěrečnou část trilogie, kterou dále tvoří knihy Města rudých nocí (1981) a Místo slepých cest (1983). Název knihy odkazuje na západní břeh řeky Nil, kde se podle egyptské mytologie nachází země mrtvých. Stejně jako většina ostatních Burroughsových knih nemá téměř žádný souvislý děj, zabývá se mj. hledáním cesty do Západních zemí. Burroughs části knihy načetl za doprovodu hudby Billa Laswella na album Seven Souls (1989).